# Campylandra siamensis
Campylandra siamensis är en sparrisväxtart som beskrevs av Jun Yamashita och Minoru N. Tamura. Campylandra siamensis ingår i släktet Campylandra och familjen sparrisväxter.
Artens utbredningsområde är Thailand. Inga underarter finns listade i Catalogue of Life.